# Італійський націоналізм

Прапор Італії

Італі́йський націоналі́зм — це політична ідеологія та рух, який стверджує, що італійці є нацією з єдиною однорідною ідентичністю. З італійського націоналістичного погляду італійськість визначається як претензія на культурне та етнічне походження від латинян, італійського племені, яке спочатку мешкало в Лаціо (Лації) та завоювало владу над Апеннінським півостровом та частиною Європи. Через це італійський націоналізм також історично дотримувався імперіалістичних теорій.
Романтична (або м'яка) версія таких поглядів відома як італійський патріотизм, тоді як їх інтегральна (або жорстка) версія відома як італійський фашизм. Часто вважається, що італійський націоналізм виходить з епохи Відродження, але виник лише як політична сила у 1830-х роках під керівництвом Джузеппе Мадзіні. Це спричинило Рісорджименто 1860-х — 1870-х років. Італійський націоналізм знову зміцнився під час Першої світової війни, італійських іредентистських претензій на території Австро-Угорщини та в епоху італійського фашизму.

## Символи

Народний прапор Італії, спочатку створений у 1797 році. Символ італійської нації з початку 19 століття та символ Італійської Республіки з 1946 року.
Прапор Італійського Королівства з 1861 по 1946 рр. В даний час використовується італійськими монархістами.
Військовий прапор Італійської Соціальної Республіки, символ фашистської Італії з 1943 по 1945 роки. Відомий символ, який використовують італійські неофашисти.

## Італійські націоналістичні партії

### Сучасні
- Брати Італії (з 2012)
- Фашизм і свобода (з 1991)
- Fiamma Tricolore (з 1995)
- Unitalia (з 1996)
- Національний фронт (з 1997)
- Нова сила (з 1997)
- CasaPound (з 2003)
- Рух соціальної ідеї (з 2004)

### Колишні
- Італійський союз боротьби (1919–1921)
- Національна фашистська партія (1921–1943)
- Республіканська фашистська партія (1943–1945)
- Демократична фашистська партія (1945–1946)
- Італійський соціальний рух (1946–1995)